# Bolteria speciosa
Bolteria speciosa är en insektsart som först beskrevs av Van Duzee 1916.  Bolteria speciosa ingår i släktet Bolteria och familjen ängsskinnbaggar. Inga underarter finns listade i Catalogue of Life.